# GGZ Delfland

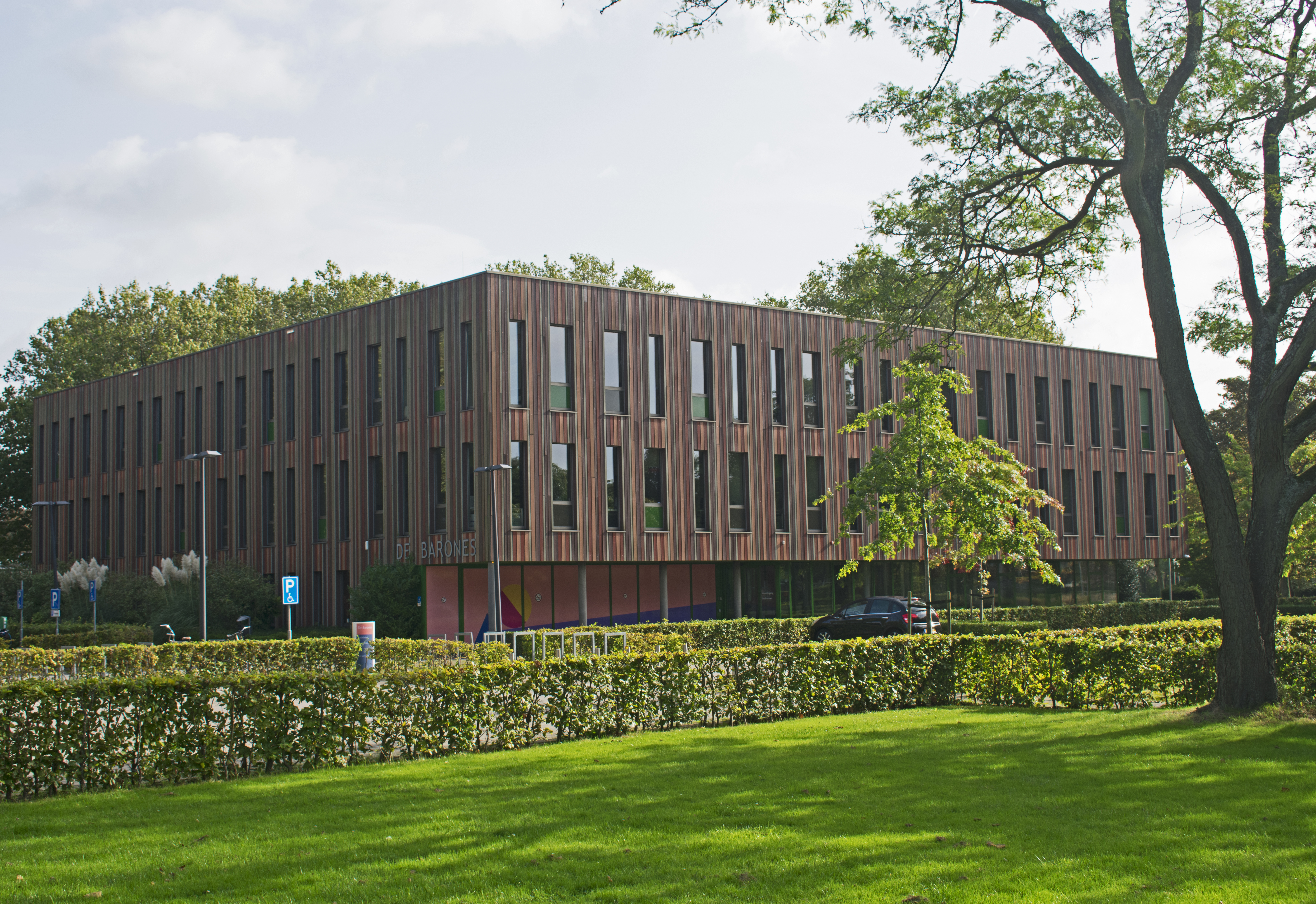
De Barones gebouw in Delft

GGZ Delfland is een instelling voor geestelijke gezondheidszorg (ggz) aan mensen met psychische problemen en  psychiatrische stoornissen in de Nederlandse provincie Zuid-Holland, met vestigingen in Delft, Rotterdam, Den Haag, Bergschenhoek, Berkel en Rodenrijs, Maassluis, Middelharnis, Nootdorp, Naaldwijk, Vlaardingen, Schiedam en Spijkenisse. Het is in 1999 ontstaan door een fusie van verschillende andere instellingen. 
De instelling heeft ongeveer 1216 medewerkers en 410 bedden. Jaarlijks wordt zorg verleend aan ruim 15.000 patiënten en cliënten. Het zorgaanbod bestaat uit poliklinische en klinische geestelijke gezondheidszorg, kinder- en jeugdpsychiatrie, ziekenhuispsychiatrie, preventie, dagbesteding en hulp bij re-integratie. Daarnaast worden er opleidingen gegeven en wetenschappelijk onderzoek verricht.

## Geschiedenis
De geschiedenis gaat terug tot ongeveer 1394, toen het Sint Joris Gasthuis werd gesticht, later bekend als psychiatrisch centrum Joris. In 1999 fuseerden het psychiatrisch centrum Joris, het RIAGG Delft en de psychiatrische afdeling van het Reinier de Graaf Gasthuis, samen vormden ze GGZ Delfland.
In 2009-2010 ontstond een conflict tussen het bestuur van GGZ Delfland en een aantal psychiaters. Uiteindelijk dienden twee psychiaters hun ontslag in. De cliëntenraad koos in het conflict de zijde van het bestuur.
In 2010 probeerde GGZ Delfland te fuseren met Stichting PerspeKtief. De Nederlandse Mededingingsautoriteit (NMa) gaf echter nog geen toestemming voor de fusie en wilde diepgaander onderzoek doen. GGZ Delfland en Stichting PerspeKtief hebben begin 2011 besloten hun aanvraag voor een vergunning voor een fusie in te trekken.